# Gouverneur de l'Île de France
Le gouverneur de l'île de France est le représentant de l'Île de France, dans l'actuel Maurice entre 1721 et 1810,.
Après l'abandon de l'île par la Compagnie néerlandaise des Indes orientales, elle devint une colonie française en septembre 1715 quand Guillaume Dufresne d'Arsel arriva sur l'île, et en prit possession. Il la renomma Île de France, et le gouvernement français déclina l'administration de Maurice à la Compagnie française des Indes orientales.
L'île resta dépourvue de présence française jusqu'en 1721. En outre, jusqu'en 1735, l'île de France fut administrée à partir de l'île Bourbon, aujourd'hui connue sous le nom de La Réunion.

## Liste des gouverneurs (1721-1810)
| Gouverneurs de la Compagnie française des Indes orientales        |                                                                       |  |                   |                  |
|                                                                   | Julien Duronguët le Toullec Intérimaire                               |  | 24 décembre 1721  | 7 avril 1722     |
| 1.                                                                | Denis, chevalier de Nyon                                              |  | 7 avril 1722      | 16 décembre 1725 |
|                                                                   | Duval de Hauville Intérimaire de Nyon                                 |  | 7 avril 1722      | 16 décembre 1725 |
|                                                                   | Jacques Gast d'Hauterive Intérimaire de Nyon                          |  | 13 juillet 1722   | 3 décembre 1722  |
|                                                                   | Denis de Brousse Intérimaire                                          |  | 16 décembre 1725  | 13 mars 1729     |
| 2.                                                                | Pierre Benoît Dumas                                                   |  | 13 mars 1729      | 20 août 1729     |
| 3.                                                                | Nicolas de Maupin                                                     |  | 20 août 1729      | 4 juin 1735      |
| Gouverneur-général de la Compagnie française des Indes orientales |                                                                       |  |                   |                  |
| 4.                                                                | Mahé de La Bourdonnais                                                |  | 4 juin 1735       | 23 mars 1746     |
|                                                                   | Didier de Saint-Martin Intérimaire de La Bourdonnais                  |  | 20 mars 1740      | 14 août 1741     |
|                                                                   | Didier de Saint-Martin Intérimaire de La Bourdonnais                  |  | 14 août 1741      | 18 décembre 1742 |
|                                                                   | Didier de Saint-Martin Intérimaire                                    |  | 23 mars 1746      | 6 octobre 1746   |
| 5.                                                                | Pierre Félix Barthélemy David                                         |  | 6 octobre 1746    | 10 février 1753  |
| 6.                                                                | Jean-Baptiste Charles Bouvet de Lozier                                |  | 10 février 1753   | 3 décembre 1755  |
| 7.                                                                | René Magon de la Villebague                                           |  | 3 décembre 1755   | 4 novembre 1759  |
| 8.                                                                | Antoine Marie Desforges-Boucher                                       |  | 4 novembre 1759   | 14 juillet 1767  |
| Gouverneur-général des Mascareignes                               |                                                                       |  |                   |                  |
| 9.                                                                | Jean-Daniel Dumas                                                     |  | 14 juillet 1767   | 27 novembre 1768 |
|                                                                   | Jean Guillaume Steinauer Intérimaire                                  |  | 27 novembre 1768  | 6 juin 1769      |
| 10.                                                               | François Julien du Dresnay, chevalier Desroches                       |  | 6 juin 1769       | 23 août 1772     |
| 11.                                                               | Charles-Henri-Louis d'Arsac de Ternay                                 |  | 23 août 1772      | 2 décembre 1776  |
| 12.                                                               | Antoine de Guiran, chevalier de La Brillanne                          |  | 2 décembre 1776   | 28 avril 1779    |
|                                                                   | Joseph Murinais, comte de Saint-Maurice Intérimaire                   |  | 28 avril 1779     | 30 avril 1779    |
|                                                                   | François de Souillac Intérimaire                                      |  | 1er mai 1779      | 30 janvier 1780  |
| 13.                                                               | François de Souillac                                                  |  | 30 janvier 1780   | 3 novembre 1787  |
|                                                                   | Camille Charles Leclerc, chevalier de Fresne Intérimaire de Souillac  |  | 5 avril 1785      | 28 juin 1785     |
|                                                                   | François-Louis Teissèdre, chevalier de Fleury Intérimaire de Souillac |  | 28 juin 1785      | 7 novembre 1785  |
| 14.                                                               | Joseph Antoine Raimond de Bruni, chevalier d'Entrecasteaux            |  | 5 novembre 1787   | 14 novembre 1789 |
| 15.                                                               | Thomas, comte de Conway                                               |  | 14 novembre 1789  | 29 juillet 1790  |
|                                                                   | Dominique Prosper de Chermont Intérimaire                             |  | 29 juillet 1790   | 19 août 1790     |
|                                                                   | David Charpentier de Cossigny Intérimaire                             |  | 19 août 1790      | 18 juin 1792     |
| 16.                                                               | Anne-Joseph-Hippolyte de Maurès de Malartic                           |  | 18 juin 1792      | 28 juillet 1800  |
| 17.                                                               | François-Louis Magallon                                               |  | 28 juillet 1800   | 3 février 1803   |
| 18.                                                               | Charles Mathieu Isidore Decaen                                        |  | 26 septembre 1803 | 3 décembre 1810  |
| Préfet                                                            |                                                                       |  |                   |                  |
| 19.                                                               | Louis Léger                                                           |  | 26 septembre 1803 | 3 décembre 1810  |